# 歪笑小説
『歪笑小説』（わいしょうしょうせつ）は、東野圭吾のユーモア短編小説集。『笑小説』シリーズの4作目。

## 概要
2008年から小説誌『小説すばる』に掲載され、2012年1月20日に集英社からいきなり文庫で発刊された。「集英社文庫」35年周年キャンペーンの第1弾として発売された。
土下座落しを得意とする伝説の編集者。ドラマ企画に有頂天になる若手作家。初の出版社のゴルフコンペに翻弄される新鋭の作家。やはり作家なんてならなければよかったと、あれこれ苦悩する文壇関係者を描く短編集。

## 収録作品・初出一覧
書き下ろしの「巻末広告」以外は、いずれも『小説すばる』に掲載された。
（括弧内は掲載号）
伝説の男
（2011年3月号）
灸英社書籍出版部に配属された青山。ミステリ小説を出版したいという青山にとって、その職場はまさに夢の職場だった。伝説の編集者であった編集長、獅子取のもとへ挨拶へ行くと、初っ端から「スポーツは出来るか」と質問された。なぜそんなことを聞いたのか。青山は後に知ることとなる。
夢の映像化
（2011年4月号）
新米作家、熱海圭介のデビュー作『撃鉄のポエム』が2時間ドラマ化する企画が出された。圭介は有頂天で、友人、親や親戚などに言いふらしてまわる。あの有名俳優に演じて欲しい、などと勝手な妄想を抱く圭介のもとに送られてきた企画書は、原作には全く忠実でなかった。無論圭介は怒りだす。
序ノ口
（2011年5月号）
灸英社のゴルフコンペに無理やり参加させられてしまった唐傘ザンゲ。全く乗り気ではなかったが、灸英社編集長・獅子取にそそのかされてしまう。しかも向かう車には大物作家が同乗する。何とか切り抜けようとする唐傘だった。
罪な女
（2011年5月号）
小堺の多忙さを解消するためやってきた新人編集者・川原美奈が、熱海圭介の担当となった。無論、圭介は彼女を見た瞬間から舞い上がり、彼女からのメールを嬉しく読んだり、スキップをしてしまったりと、ついうっかり感情をあらわにしてしまう。
最終候補
（2011年6月号）
突然、事実上の追い出し部屋へと異動になった石橋賢一は、衝動的に小説を買ってしまう。しかしその小説で自分で書くことを思いついた石橋は、登場人物を決め、構成を練り、念入りに書き始める。会社や妻からも不振がられるが、ついに完成した小説を文学賞へ応募した。数日後、出版社から最終候補の見込みがある、という電話がかかってくる。
小説誌
（2011年7月号）
編集者、神田の息子ら中学生が、週刊誌『小説灸英』の編集部へと見学に来た。彼らの面倒役を押し付けられた青山は、しぶしぶと案内していく。だが、青山に待っていたのは、彼らからの壮絶な質問攻めだった。何とか解答していく青山。だが、だんだん質問がエスカレートして行く。
天敵
（2011年8月号）
唐傘ザンゲの恋人・元子は唐傘の小説の世界一のファンだと自称していた。しかし編集者の小堺にとって、元子は唐傘の小説に口出しするマネージャー気取りでしかなかった。編集長の獅子取までが一番やりづらいタイプ、とまで評する元子と小堺。2人の思いが交錯する。
文学賞設立
（2011年9月号）
灸英社によって、『天川井太郎賞』という新たな文学賞設立の話が持ち上がった。その文学賞は、独自の視点でエンターテイメントの優秀な作品をたたえるというものだった。だが、敵対している出版社などからは『天井賞』『天丼賞』などと馬鹿にされていた。そんな中、候補作が選ばれる。
ミステリ特集
（2011年10月号）
『週刊灸英』でミステリ特集を組むことになった。10人の作家に、さまざまなジャンルのミステリを書いてもらう、というまさに十人十色の特集だった。だが、肝心なところで1人の作家が倒れてしまう。ピンチヒッターとして選ばれたのが、まさかの熱海圭介だった。ミステリの書き方を一から学ぶほどの圭介だった。
引退発表
（2008年10月号）
これが最後とまで言われていた賞を逃し、すっかり筆を下ろしてしまった寒川心五郎。しかし自分にきりをつけたいと、編集者の神田を家に呼び寄せ、引退を宣言する。もはや寒川は書かないと思っていた神田は、正式な引退など作家には無いと思っていた。だが寒川は、記者会見を開くなどと口走る。
戦略
（2011年11月号）
売れない作家・熱海圭介に、チャンスがやってきた。編集長の獅子取が圭介の小説の妙な味に目をつけたというのだ。獅子取はここぞとばかりに新刊の出来をチャックし、圭介自身にもスタイルの変化を要求する。戦略はどんどん続いていった。ついに発売日となったが、果たしてチャンスはまわってくるのだろうか。
職業、小説家
（2011年11月号）
唐傘と元子が、ついに結婚を考え始めた。元子の父は、全く小説を読まない人物だったが、娘の結婚相手が小説家であったことを知り、大いに悩む。現在の唐傘の年収は約400万程度だからだ。それでまともに生活していけるのか。そんなときに、元子が唐傘のマネージャー役として、退職すると言い出して、父はさらに悩みが深まった。
巻末広告
（書き下ろし）
この短編集に出てくる作品、または関連する作品が書かれている。あくまでジョークであり、作者自身によって書かれた。

## おもな登場人物

### 灸英社
青山（あおやま）
書籍出版部に配属された新人編集者。ミステリの本を作ることが子供の頃からの夢だった。
小堺（こさかい）
書籍出版部。青山の先輩。
川原 美奈（かわはら みな）
書籍出版部。小顔で目が大きく可愛い女性編集者。
獅子取（ししどり）
書籍出版部編集長。伝説の編集者。
神田（かんだ）
小説誌「小説灸英」編集長。獅子取とは同期。

### 作家
熱海 圭介（あたみ けいすけ）
『撃鉄のポエム』で灸英社主催の新人賞を受賞している。
唐傘 ザンゲ（からかさ ざんげ）
本名、只野 六郎。冗談半分で付けたペンネームで灸英社主催の新人賞を受賞している。作家デビューして3年。

## シリーズ
- 怪笑小説（1995年、集英社 / 1998年、集英社文庫）
- 毒笑小説（1996年、集英社 / 1999年、集英社文庫）
- 黒笑小説（2005年、集英社 / 2008年、集英社文庫）
- 歪笑小説（2012年、集英社文庫）